# Viðoy
Viðoy [ˈviːjɔi] (dänisch Viderø) ist eine der 18 Inseln der Färöer und dort die zweitgrößte der sechs Nordinseln.

## Geographie

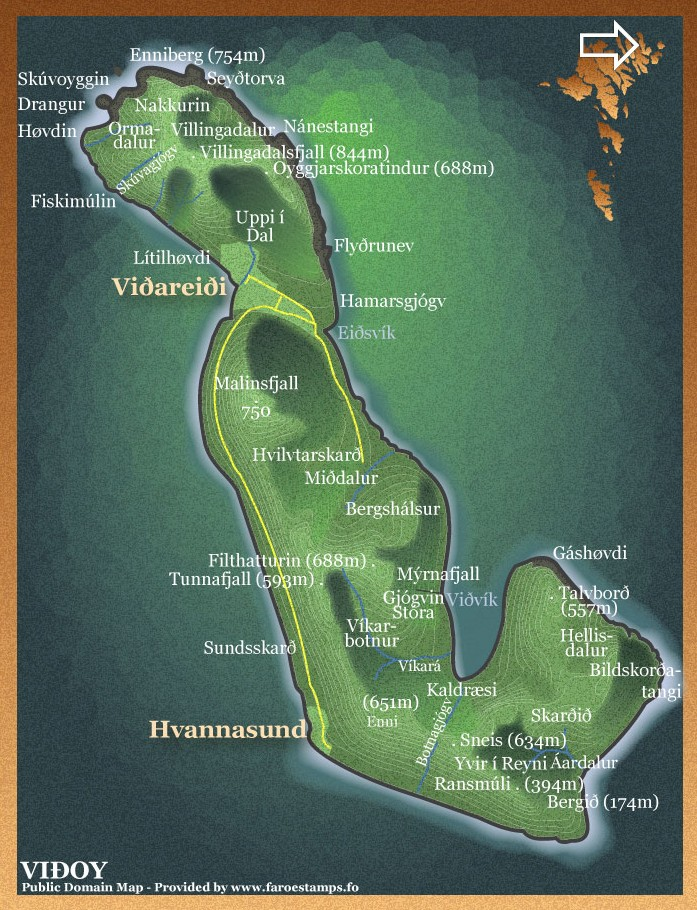
Karte von Vidoy

Insgesamt leben auf der 41 Quadratkilometer großen Insel nahezu 600 Menschen, verteilt auf zwei Gemeinden, zum einen die Gemeinde Viðareiði, zugleich Hauptort der Insel, mit 347 Ew. und zum anderen die Gemeinde Hvannasund, von der jedoch nur der eigentliche Ort Hvannasund mit seinen 236 Ew. auf Viðoy liegt.
Der Name der Insel kommt von färöisch viður ‚Holz‘. Viðoy heißt also ‚Holzinsel‘. Verantwortlich hierfür ist das Treibholz, das in größeren Mengen in der Bucht Viðvík an der Ostküste zu finden ist. Auf den baumlosen Färöern war das früher eine wichtige Quelle für den begehrten Baustoff.
Auf Viðoy befinden sich 11 Gipfel, darunter der 841 Meter hohe Villingadalsfjall, der der höchste Gipfel auf der Insel ist und zugleich der dritthöchste Berg der Färöer. Überragt wird dieser Berg nur noch durch den Slættaratindur und den Gráfelli auf Eysturoy. Das Kap Enniberg (754 m) an der Nordspitze Viðoys bildet nicht nur den nördlichsten Punkt der Färöer, sondern auch das höchste Kliff der Welt.

## Infrastruktur
Viðoy ist seit 1963 durch einen Straßendamm von Hvannasund nach Norðdepil mit der westlichen Nachbarinsel Borðoy verbunden, wo sich die Regionalmetropole Klaksvík befindet. Von Hvannasund verkehrt auch die Fähre Ritan zu den östlich vorgelagerten Inseln Fugloy und Svínoy (Fährverbindungslinie 58 Hvannasund-Hattarvik). Die Ritan hat im Jahr 2010 die alte Fähre Másin die auf dieser Strecke abgelöst. Seit Herbst 2016 besteht auch eine Tunnelverbindung zwischen den beiden Orten auf der Insel, der sogenannte Viðareiðistunnilin.

## Galerie

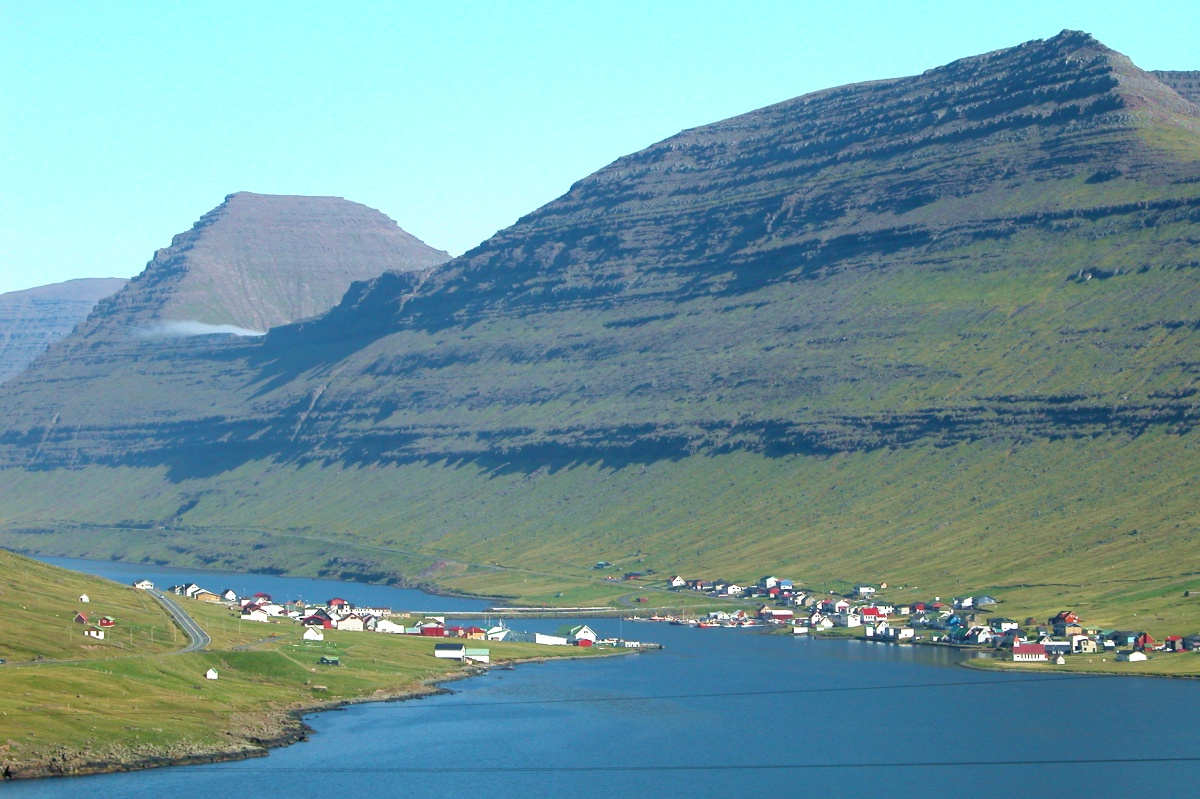
Hvannasund rechts im Bild von Südwesten aus betrachtet. Im Hintergrund die Insel Viðoy mit dem Kegelberg Malinsfjall links im Bild.
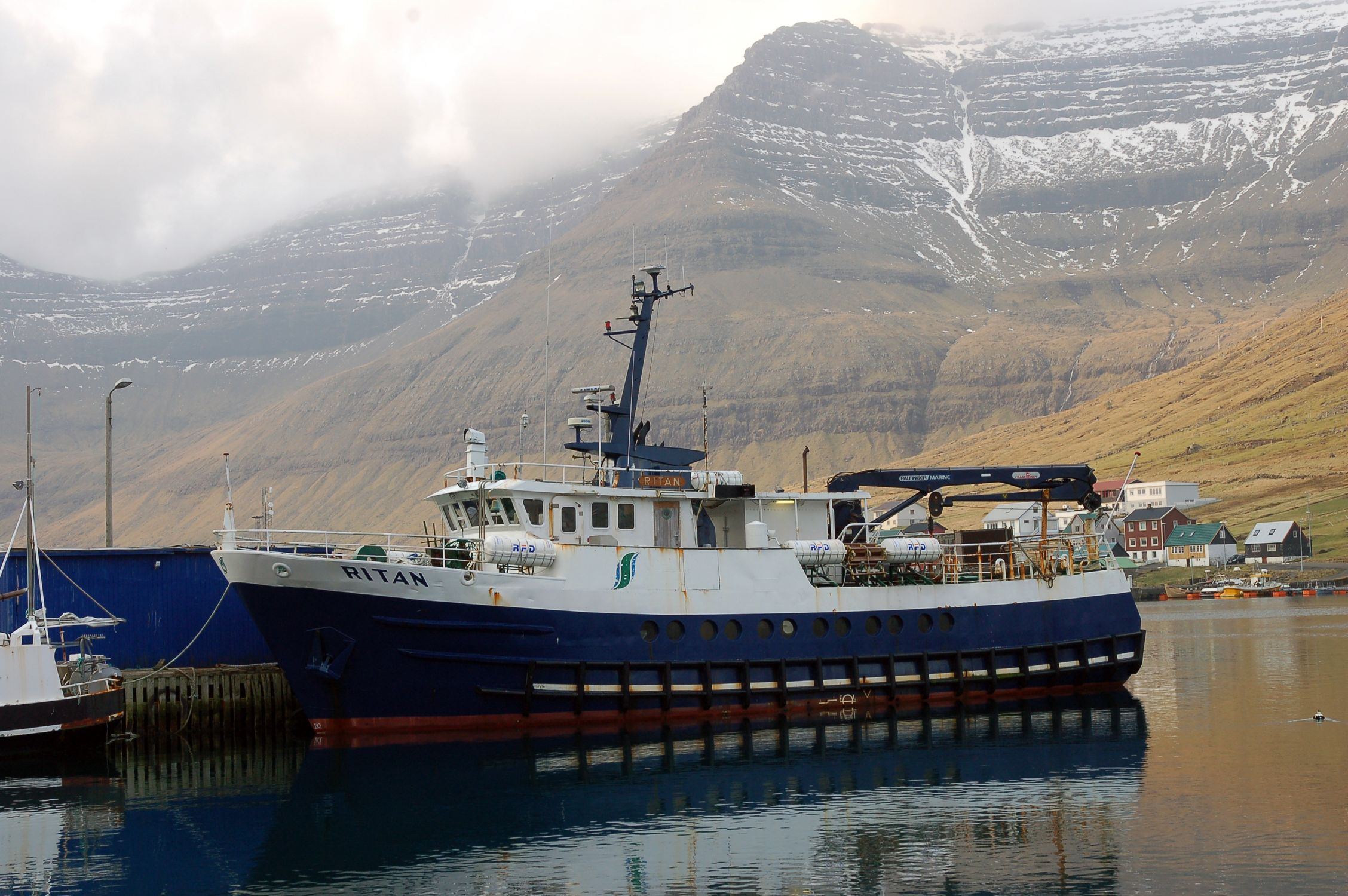
Die heutige Post- und Personenfähre Ritan (Die Dreizehenmöwe) im Hafen von Hvannasund an der Westküste von Viðoy.
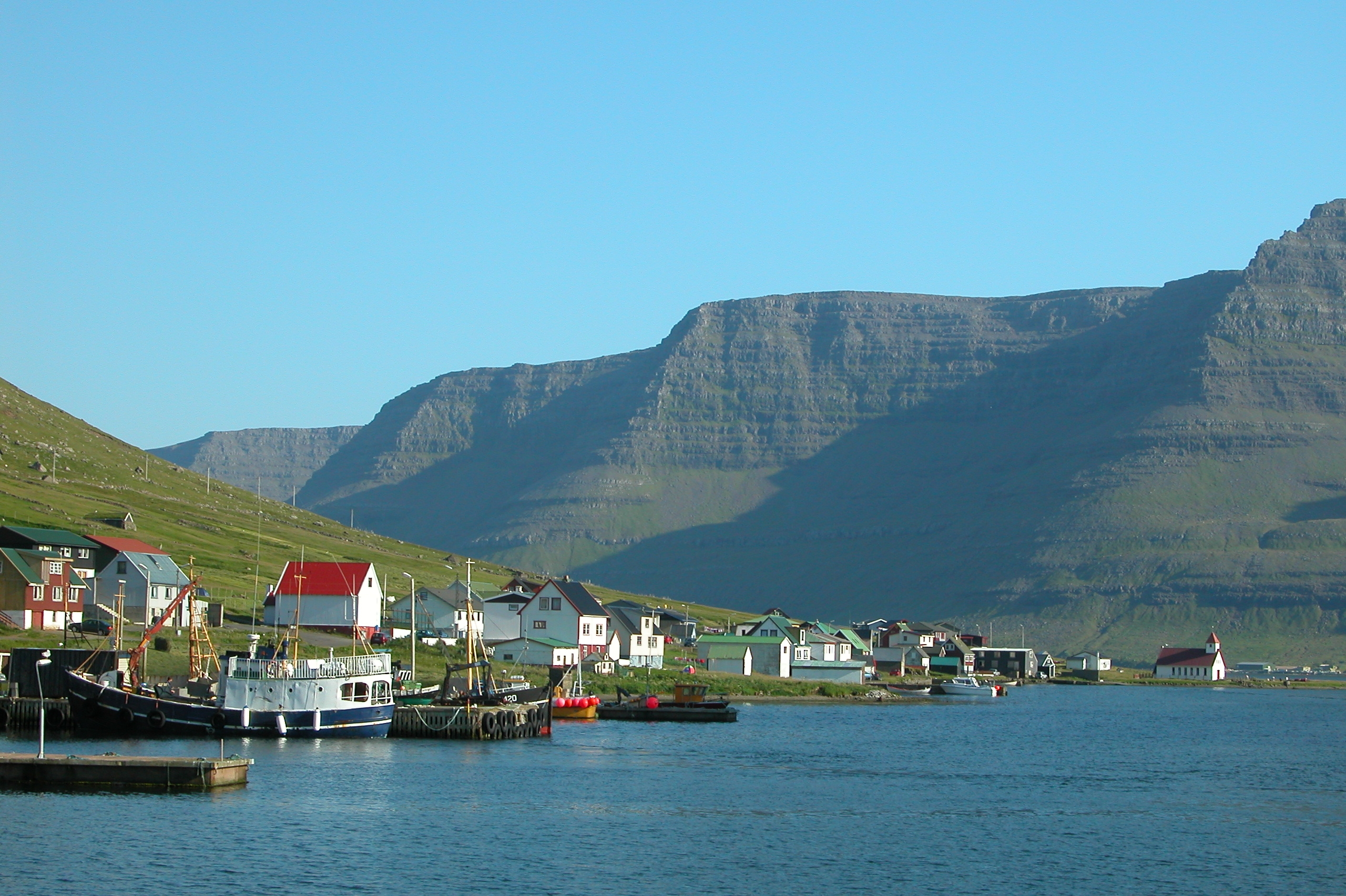
Hvannasund am westlichen Ufer von Viðoy, von Norden aus betrachtet.
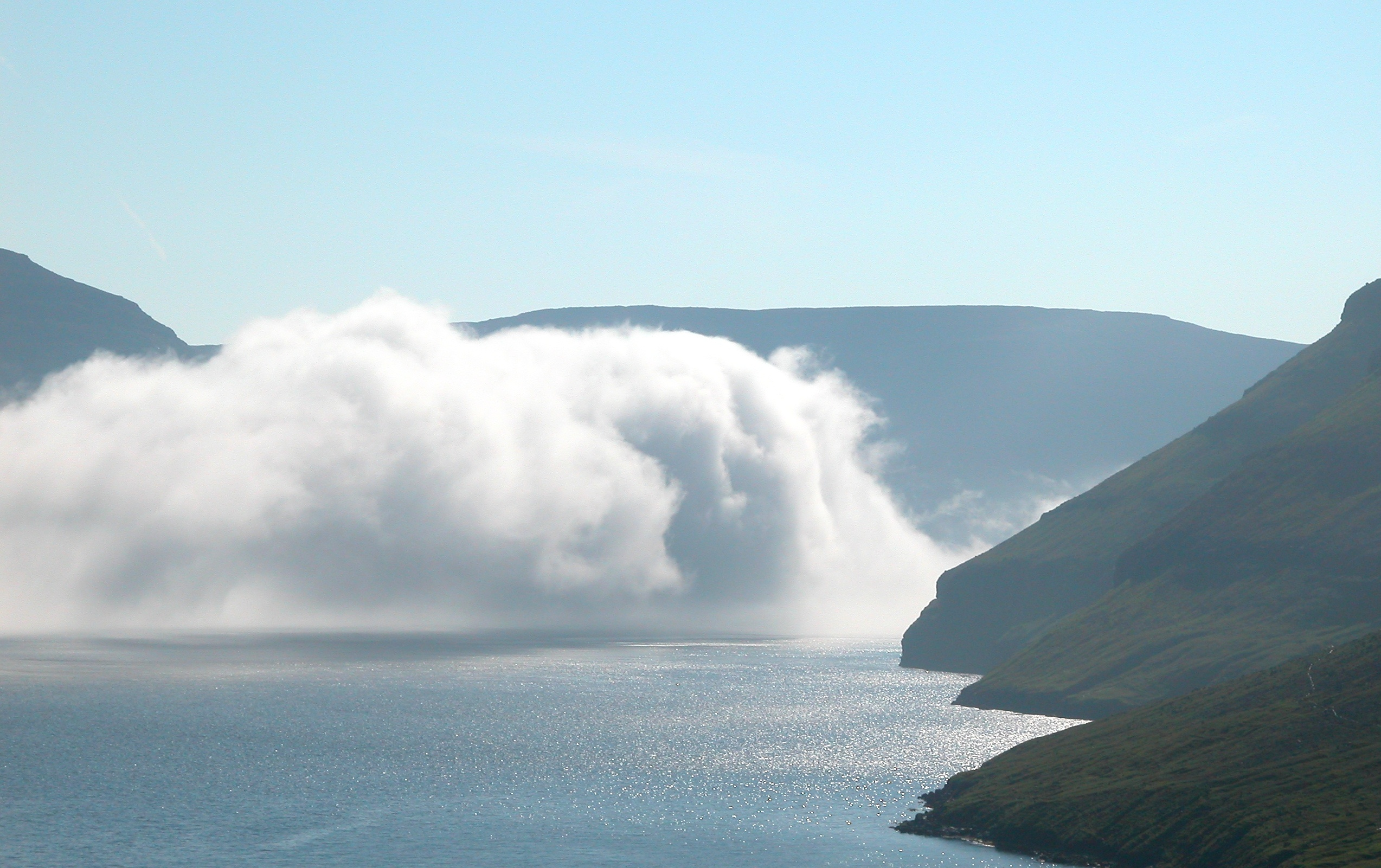
Ein wolkenverhüllter Hvannasund.
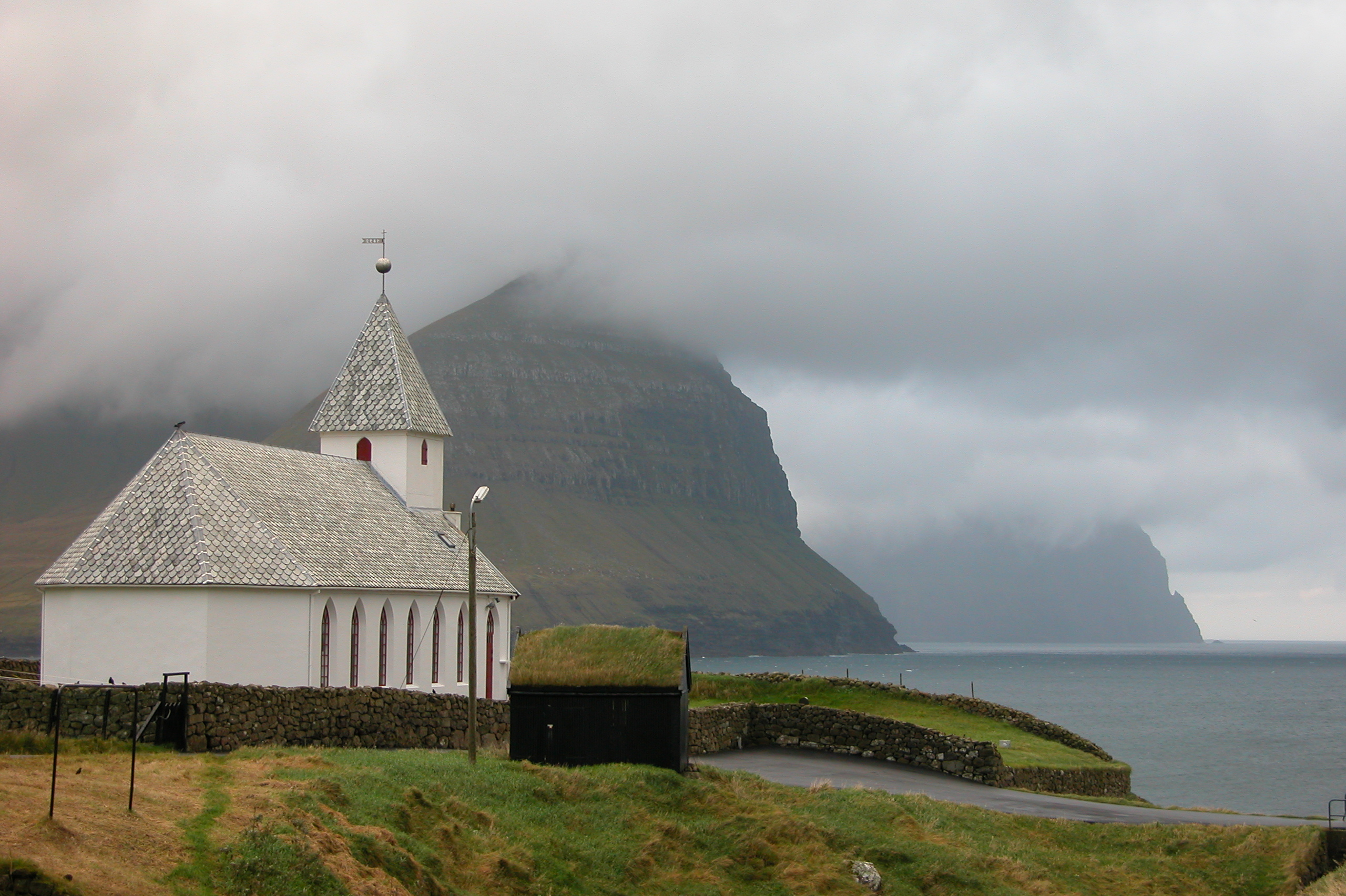
Die Kirche von Viðareiði am westlichen Ufer im Norden von Viðoy. Im Hintergrund sind die Klippen von Kalsoy und Kunoy zu sehen.
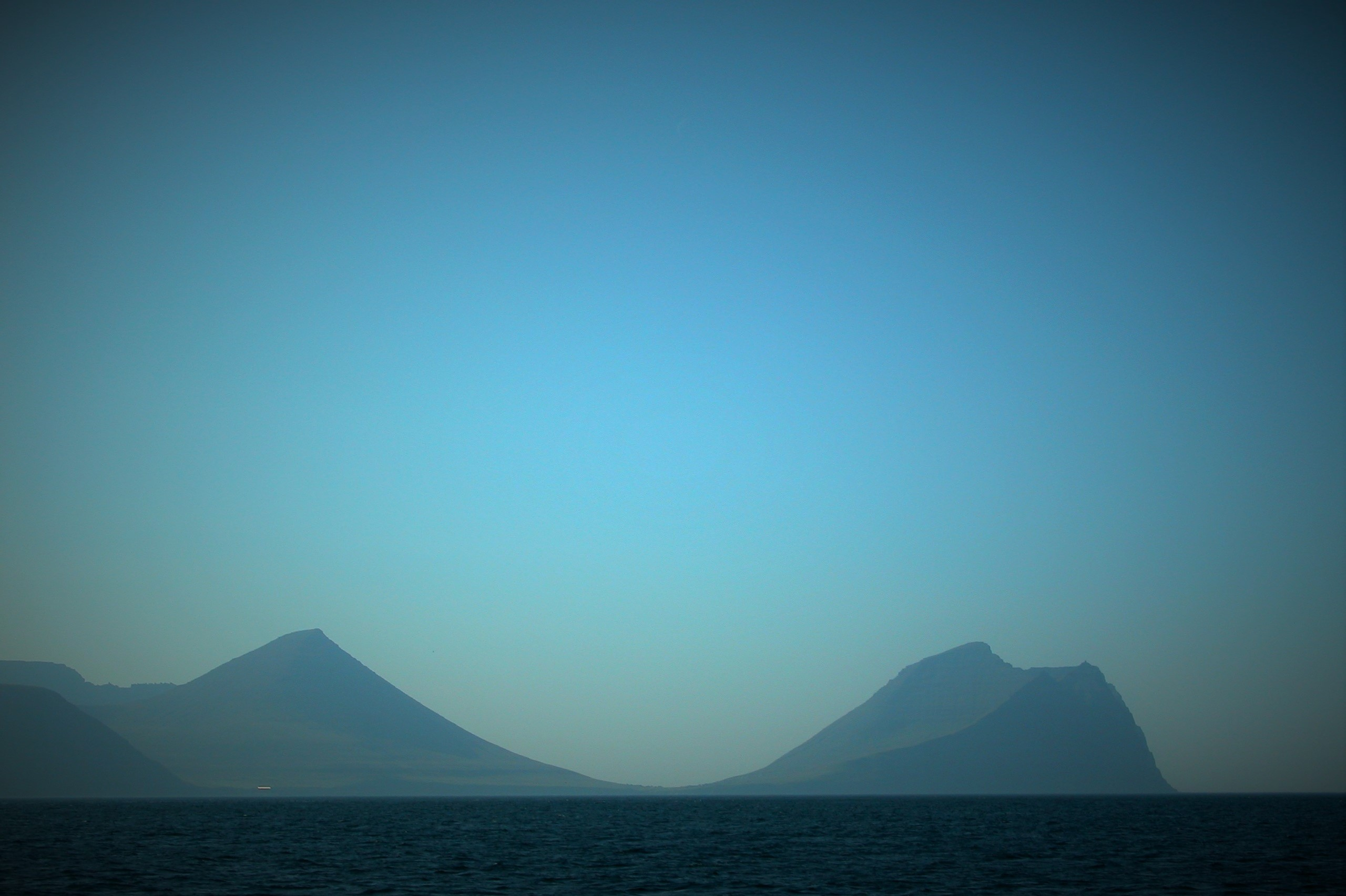
Der Norden der Insel Viðoy von Osten aus betrachtet. Die Umrisse von Malinsfjall sind links und die von Villingadalsfjall mit Enniberg rechts zu sehen. In der Mitte das Dorf Viðareiði.